# Der Wind hat mir ein Lied erzählt
Der Wind hat mir ein Lied erzählt bzw. La Habanera ist ein von Bruno Balz und Lothar Brühne geschriebener Schlager aus dem Jahr 1937. Gesungen wurde das Lied von der schwedischen Schauspielerin und Sängerin Zarah Leander in dem deutschen Liebesfilm und Melodram La Habanera, bevor es als Single bei Odeon veröffentlicht wurde.
Obgleich der Unterhaltungsfilm nicht frei von Ideologie der NS-Zeit ist, wird das darin enthaltene Lied bis in die Gegenwart oft gecovert, unter anderem im Jahr 2000 von Nina Hagen.

## Hintergrund und Veröffentlichung
Der Wind hat mir ein Lied erzählt wurde von dem Schlager- und Filmkomponisten Lothar Brühne und dem Textdichter Bruno Balz als Titellied für den deutschen Film La Habanera geschrieben, den die UFA veröffentlichte. Im gleichen Jahr brachte Odeon das Lied als Schellack-Single heraus, wobei Zarah Leander vom Ufa-Tonfilmorchester unter der Leitung von Brühne begleitet wurde. Auf der Rückseite befand sich das Lied Du kannst es nicht wissen … aus demselben Film, mit der Musik ebenfalls von Brühne und dem Text von Detlef Sierck. Sierck war zugleich Regisseur des Films; er emigrierte noch im gleichen Jahr mit seiner jüdischen Ehefrau in die USA, um der drohenden Verfolgung durch die Nationalsozialisten zu entgehen.
Der Film, in dem Zarah Leander und Ferdinand Marian die Hauptrollen spielten, wurde kommerziell erfolgreich. Es war Leanders zweiter großer Filmerfolg in Deutschland und mit einem Verdienstanspruch von 75.000 RM (entspricht heute etwa 390.000 EUR) für jeden nachfolgenden Film wurde sie eine der bestbezahlten Schauspielerinnen des Dritten Reichs. Leander spielte eine junge Schwedin namens Astrée, die sich in der Karibik in einen Mann verliebt und ihn heiratet. Erst Jahre später erkennt sie, dass ihr Mann sie eifersüchtig wie eine Gefangene hält. Bei einem Fest im Haus ihres Mannes Don Pedro trifft Astrée ihren Jugendfreund und singt für ihn das Lied La Habanera (Der Wind hat mir ein Lied erzählt). Don Pedro stirbt an einem Tropenfieber, und nach seinem Tod kann Astrée mit ihrem Sohn und ihrem Jugendfreund nach Schweden zurückkehren.

### Zeitliche Einordnung in das Werk von Bruno Balz

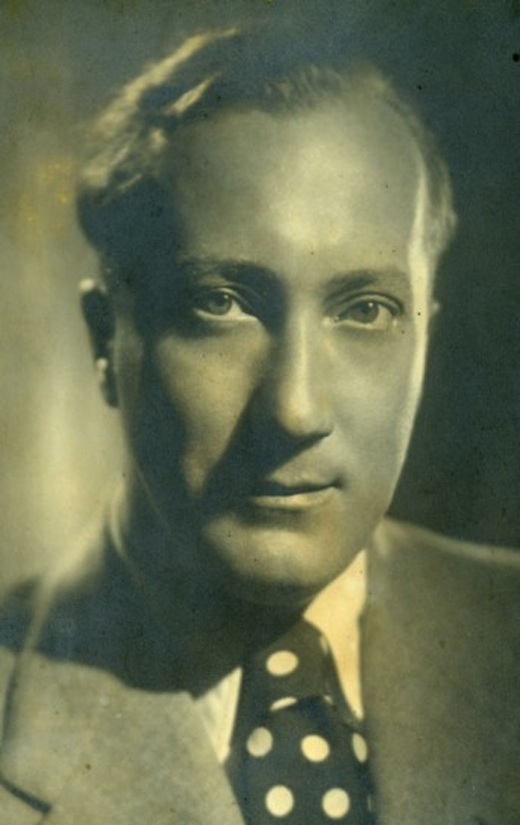
Bruno Balz (1935)

Bruno Balz war bereits vor der Machtergreifung durch die NSDAP in Deutschland in der Schwulenszene aktiv und war von 1928 bis 1930 Redakteur der von Friedrich Radszuweit herausgegebenen Zeitschrift Die Freundin. Er stand in enger Beziehung zu dem jüdischen Sexualwissenschaftler Magnus Hirschfeld und wurde während der Zeit des Nationalsozialismus mehrfach Opfer des Paragraphen 175. So wurde er im Jahr 1936 während einer Razzia im Großen Tiergarten verhaftet und nur unter Auflagen nach einer mehrmonatigen Gefängnisstrafe freigelassen; unter anderem musste er die fünf Jahre jüngere Selma Pett, eine linientreue Krankenschwester aus Lauenburg in Pommern, heiraten.

### Kontext zur NS-Ideologie
Die Dreharbeiten zu dem Film fanden während des Spanischen Bürgerkrieges auf Teneriffa statt, die Studioaufnahmen im Filmstudio Babelsberg. Als Ort der Handlung wurde Puerto Rico gewählt, ein Schauplatz mit bekannt hoher Kriminalität, um eine „leyenda negra“ zu erarbeiten und „die Protagonistin zur Rückkehr und den Rezipienten zum Stolz auf die besseren Umstände im eigenen Land zu bewegen.“ Das Reichspropagandaministerium unter Leitung von Joseph Goebbels nutzte das propagandistische Potential der deutschen Filmindustrie und förderte entsprechende Filmvorhaben. Nach Mayer lieferte Zarah Leander „das vorherrschende Frauenbild im Melodram der NS-Jahre: Sie ist sinnlich, aber dennoch stoisch-sittsam und ihr Schicksal geduldig (er)tragend, fürsorglich, und sie geht vollständig in ihrer Rolle als Ehefrau und Mutter auf.“
Trotz ihrer Beteiligung an mehreren Propagandafilmen der Nationalsozialisten, darunter Die große Liebe, behielt die in Schweden lebende Zarah Leander ihren Ruf als unpolitische Künstlerin und war nach dem Zweiten Weltkrieg weiterhin international populär und erfolgreich. Auch Lothar Brühne und Bruno Balz arbeiteten nach dem Zweiten Weltkrieg erfolgreich weiter. Das Lied wurde ins Standardrepertoire von Leanders Bühnenauftritten nach dem Zweiten Weltkrieg übernommen und gilt als eines ihrer erfolgreichsten Lieder.

## Text und Musik
Das Lied wird im Film als Titelmelodie und Leitmotiv eingesetzt und insgesamt dreimal gespielt: beim ersten Mal als Gesang der Einheimischen, während Astrée und ihre Tante durch Puerto Rico fahren, beim zweiten Mal singt Astrée das Lied auf einer Feier und stellt ihre Situation dar und ein drittes Mal wird eine instrumentale Version gespielt, als sie mit ihrem Jugendfreund Dr. Nagel zurück nach Schweden fährt.
Das Lied ist ein als ruhige Ballade vorgetragener Habanera-Tango, ein afrokaribischer Tanz im 2/4-Takt, der auf einer punktierten Achtelnote beginnt. Begleitet wird der Gesang von einem Orchester, das vorwiegend mit Streichern besetzt ist und bei dem im Vordergrund ein Akkordeon die Melodie und Maracas den Takt vorgeben. Der Text dreht sich um die Sehnsucht und Einsamkeit durch die enttäuschte Liebe. Die Sängerin stellt fest, dass ihr „Glück zerbrach, wie Glas“, und sie fragt sich, worauf sie gehofft hatte. Der Wind habe ihr ein Lied erzählt, „von einem Glück, unsagbar schön“.
Das Lied besteht aus zwei Strophen und dem Refrain, der einmal wiederholt wird. Der Refrain folgt dem Reimschema ABAB:

„Der Wind hat mir ein Lied erzählt

Von einem Glück, unsagbar schön

Er weiß, was meinem Herzen fehlt

Für wen es schlägt und glüht, er weiß für wen“

## Coverversionen

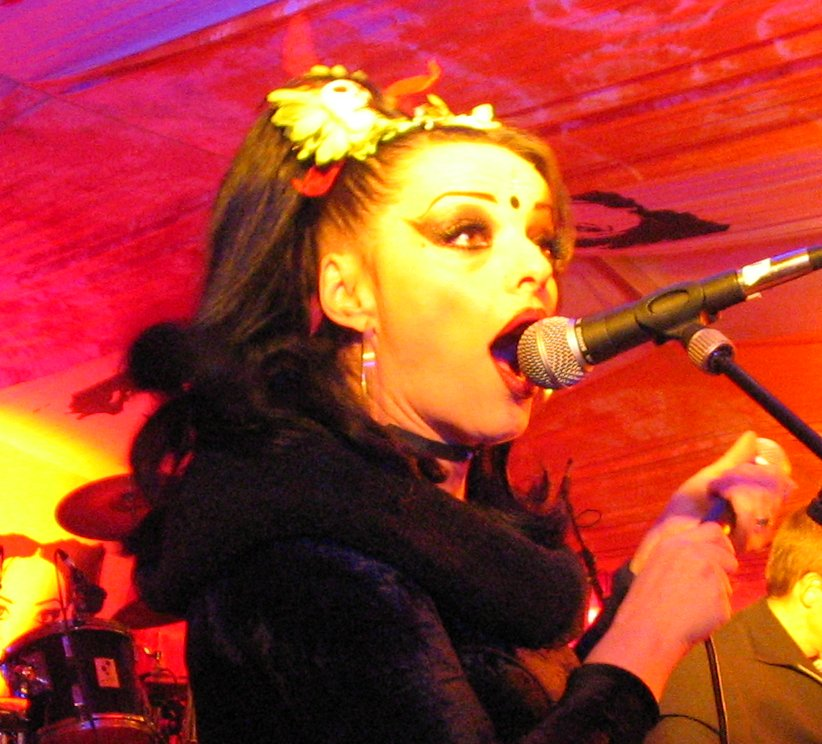
Nina Hagen (2003) war mit dem Lied für eine Woche in den deutschen Singlecharts

### Deutsche Versionen
Der Wind hat mir ein Lied erzählt wurde ebenso wie spätere Lieder von Zarah Leander, etwa Ich weiß, es wird einmal ein Wunder gescheh’n und Davon geht die Welt nicht unter aus demselben Film, zu einem der erfolgreichsten deutschen Schlager der NS-Zeit. Das Lied wurde und wird als Klassiker auch nach dem Zweiten Weltkrieg bis in die heutige Zeit häufig von verschiedenen Künstlern interpretiert und gecovert. Im Erscheinungsjahr 1937 und in direkter Folge erschienen mehrere Orchesterversionen des Liedes, darunter von Adalbert Lutter und seinem Tanzorchester, Barnabás von Géczy, Eugen Wolff mit Ralph Maria Siegel oder Greta Keller mit Peter Kreuder.
Bis in die Gegenwart werden immer neue Versionen des Liedes aufgenommen, zum Beispiel von Mary Roos 1966, André Heller 1979, Mireille Mathieu 1985, Katy Karrenbauer 1995 und Thomas Elbern 1995. Im Jahr 2000 erschien eine Fassung der Sängerin Nina Hagen als Hommage an Zarah Leander auf ihrem Album Return of the Mother sowie als Single und konnte sich in den deutschen Charts auf Rang 96 platzieren.
Weitere Interpretationen erschienen z. B. von Gaby Albrecht 2003, Tim Fischer 2008 oder Götz Alsmann 2010.

### Versionen in anderen Sprachen

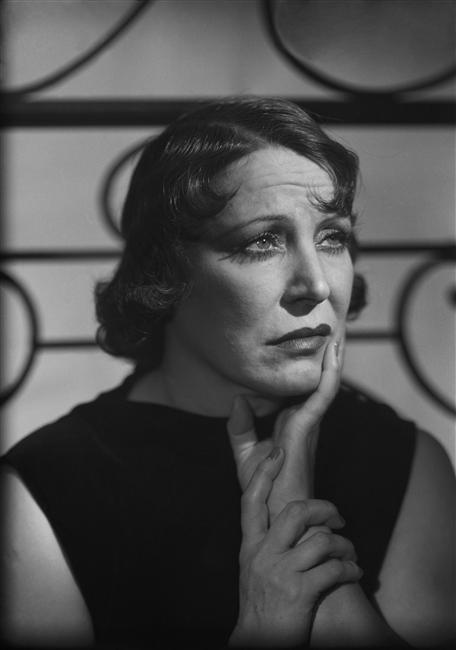
Damia (1939) machte das Lied in Frankreich als Chanson populär

Zarah Leander veröffentlichte das Lied 1938 auch auf Französisch als Le vent m’a dit une chanson mit einem Text von André Mauprey und Schwedisch als Jag hört i vindens sus en sång mit einem Text von Nils Georg. Die französische Version wurde 1939 von der Chansonsängerin und Schauspielerin Damia, 1965 von Elsa Laurent und 1968 von Mathé Altéry gesungen. Eine Interpretation der schwedischen Fassung sang Arja Saijonmaa im Jahr 1988.
Eine dänische Version als I nat har vinden mig fortalt erschien ebenfalls bereits 1938 von Teddy Petersen mit Orchester und Valdemar Davids als Sänger. Auf Niederländisch sang Rina Pia das Lied 1962 als De wind zong mij een liefdeslied, begleitet vom Orchester von Benny Couroyer, sowie Lize Marke 1969 als De wind heeft mij een lied geleerd mit einem Text von Jan Theys.

## Belege
1. ↑  
La Habanera (1937) – Soundtracks in der Internet Movie Database (englisch); abgerufen am 11. März 2023.
2. ↑  
Zarah Leander – Der Wind hat mir ein Lied erzählt / Du kannst es nicht wissen bei Discogs; abgerufen am 11. März 2023.
3. 1 2 3 4 5 6 7  
Christoph Oliver Mayer: La Habanera / Der Wind hat mir ein Lied erzählt (Zarah Leander). In: Michael Fischer, Fernand Hörner, Christofer Jost (Hrsg.): Songlexikon. Encyclopedia of Songs. auf songlexikon.de, Juni 2017; abgerufen am 11. März 2023.
4. ↑  Diese Zahl wurde mit der Vorlage:Inflation ermittelt, ist auf volle 10.000 EUR gerundet und bezieht sich auf Januar 2025.
5. ↑  Stefan Micheler: Zeitschriften, Verbände und Lokale gleichgeschlechtlich begehrender Menschen in der Weimarer Republik (PDF; 506 kB). 1. August 2008, S. 31
6. 1 2  Lebenslänglich verfolgt: § 175. In: Bruno Balz-Archiv Berlin. Abgerufen am 18. April 2021.
7. ↑  
Der Wind hat mir ein Lied erzählt, Songtext von Zarah Leander auf songtexte.com, abgerufen am 11. März 2023.
8. 1 2 3 4 5  
Zarah Leander – Der Wind hat mir ein Lied erzählt (Habanera) (1937) auf cover.info, abgerufen am 11. März 2023.
9. ↑  Nina Hagen – Der Wind hat mir ein Lied erzählt, abgerufen am 11. März 2023.